# Gandrange
Gandrange là một xã trong vùng Grand Est, thuộc tỉnh Moselle, quận Thionville-Ouest, tổng Moyeuvre-Grande. Tọa độ địa lý của xã là 49° 16' vĩ độ bắc, 06° 07' kinh độ đông. Gandrange nằm trên độ cao trung bình là 180 mét trên mực nước biển, có điểm thấp nhất là 154 mét và điểm cao nhất là 224 mét. Xã có diện tích 4,08 km², dân số vào thời điểm 2004 là 2505 người; mật độ dân số là 611 người/km². Xã nằm về phía nam của Thionville, thuộc Pháp từ năm 1659.

## Thông tin nhân khẩu
| 1962  | 1968  | 1975  | 1982  | 1990  | 1999  |
| ----- | ----- | ----- | ----- | ----- | ----- |
| 1.475 | 2.706 | 2.579 | 2.296 | 2.370 | 2.542 |